# Libali-Sarrate
Libali-Sarrate (em acádio: Libbāli-šarrat, que significa "a cidade interior [=Istar?] é rainha") foi uma rainha do Império Neoassírio como a principal consorte de Assurbanípal (r. 669–631 a.C.). Libali-Sarrate casou-se com Assurbanípal antes dele se tornar rei, provavelmente em 672 a.C., e pode ter vivido além da morte de seu marido, como documentos do reinado de seu provável filho, Assuretililani (r. 631–627 a.C.) fazem referência à "mãe do rei". Libali-Sarrate goza da distinção de ser o único indivíduo conhecido da antiga Assíria que não era um rei a ser retratado na corte, uma vez que ela é retratada em um dos relevos de Assurbanípal como anfitriã dele no jantar no jardim do palácio, cercada por suas próprias servas.

## Vida

### Esposa do príncipe herdeiro

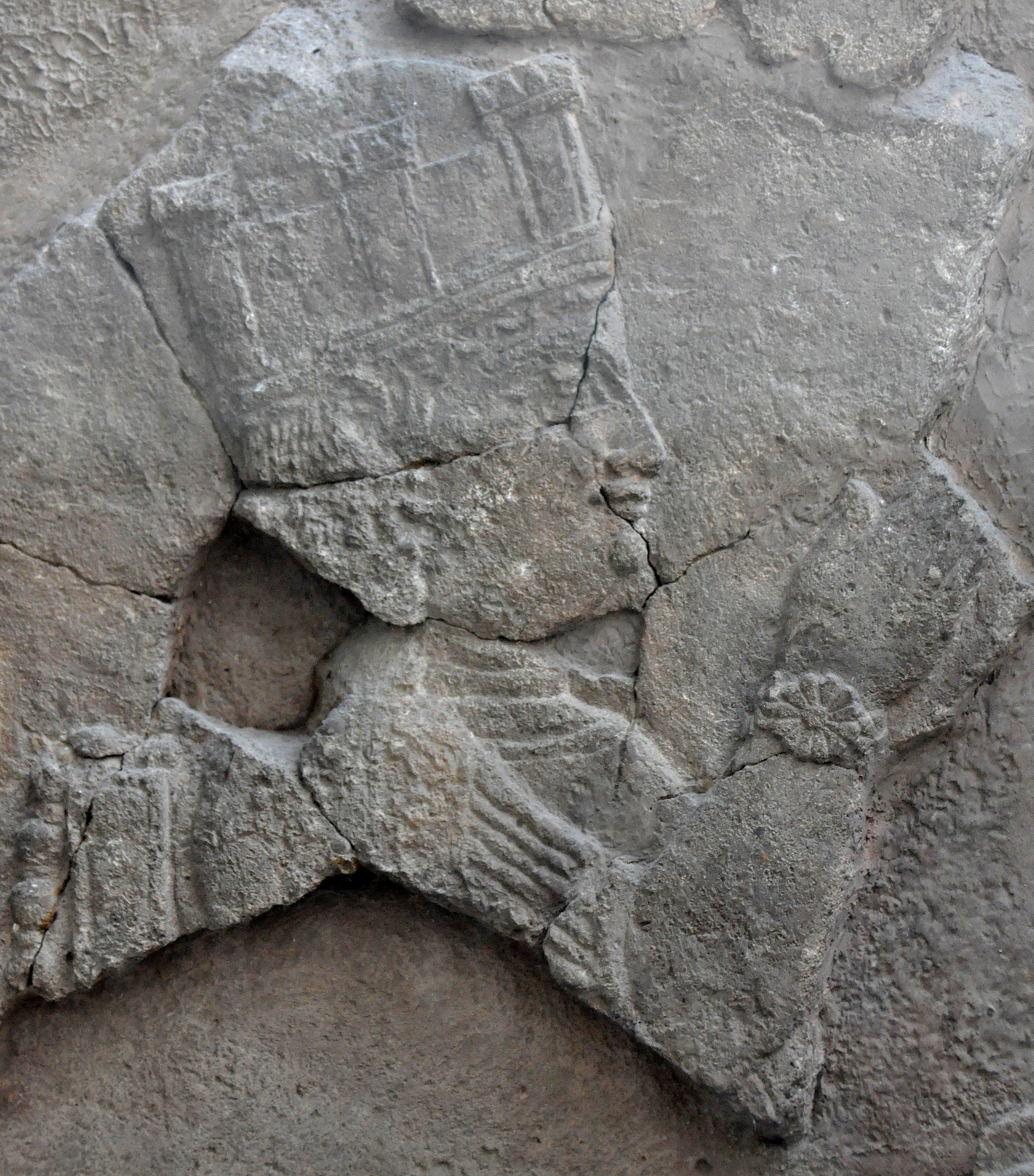
Detalhe de uma estela representando Libali-Sarrate

Não está claro quando Libali-Sarrate se casou com Assurbanípal. A rainha do pai de Assurbanípal, Assaradão (r. 681–669 a.C.), Esar-Hamate, morreu em fevereiro de 672 a.C. Documentos contemporâneos que registram os arranjos funerários de Esar-Hamate registram a presença da filha e da nora da rainha. Presumivelmente, a filha era a filha mais velha, Seruaeterate, e a nora poderia ter sido Libali-Sarrate. Nesse caso, o casamento de Libali-Sarrate com Assurbanípal ocorreu antes da morte de Esar-Hamate, mas a nora mencionada também poderia ser a esposa de outro dos filhos de Assurbanípal. O assiriólogo Simo Parpola acredita que Libali-Sarrate não se casou com Assurbanípal até o momento em que ele se tornou príncipe herdeiro, em maio de 672 a.C.
O nome Libali-Sarrate (Libbāli-šarrat) é único e não conhecido por ter sido carregado por qualquer outro indivíduo. Porque também incorpora o elemento šarratum ("rainha"), pode não ser seu nome de nascimento, mas sim um nome que ela assumiu após seu casamento com Assurbanípal ou quando ele foi designado como príncipe herdeiro por Assaradão. Traduzido literalmente, Libbāli-šarrat significa "o centro da cidade é rainha". "O centro da cidade" pode ser um termo para a deusa Istar. Alternativamente, o nome talvez deva ser interpretado como "[no] centro da cidade, [a deusa] é rainha". Libbāli era também o nome do antigo bairro do templo em Assur, centro religioso da Assíria.
Pode ter existido alguma tensão entre Libali-Sarrate e a irmã de Assurbanípal, Seruaeterate. Em c. 670 a.C., perto do final do reinado de Assaradão, Seruaeterate escreveu uma carta para Libali-Sarrate na qual ela repreendeu a futura rainha por não estudar e informou-a que enquanto Libali-Sarrate um dia se tornaria rainha, Seruaeterate ainda a superava como ela era a filha do rei. Uma leitura alternativa da carta é que foi uma tentativa um tanto brusca de tentar ajudar Libali-Sarrate a se ajustar à vida real, não uma tentativa de colocá-la em seu lugar. A carta de Seruaeterate sugeria que Libali-Sarrate pode não ter sido capaz de ler e escrever neste momento, e que a família real seria envergonhada se ela não conseguisse fazê-lo depois de se tornar rainha. Embora Libali-Sarrate, como esposa de um membro da família real assíria, tenha sido preparada para seu papel há muito tempo, a carta ilustra que se tornar a esposa do príncipe herdeiro ainda exigia grandes ajustes, mesmo em um estágio bastante tardio. Como pode ser inferido de documentos posteriores, Libali-Sarrate aprendeu a ler e escrever corretamente e com o tempo começou a compartilhar os interesses acadêmicos e literários de seu marido, que é famoso por construir a Biblioteca de Nínive.

### Rainha da Assíria

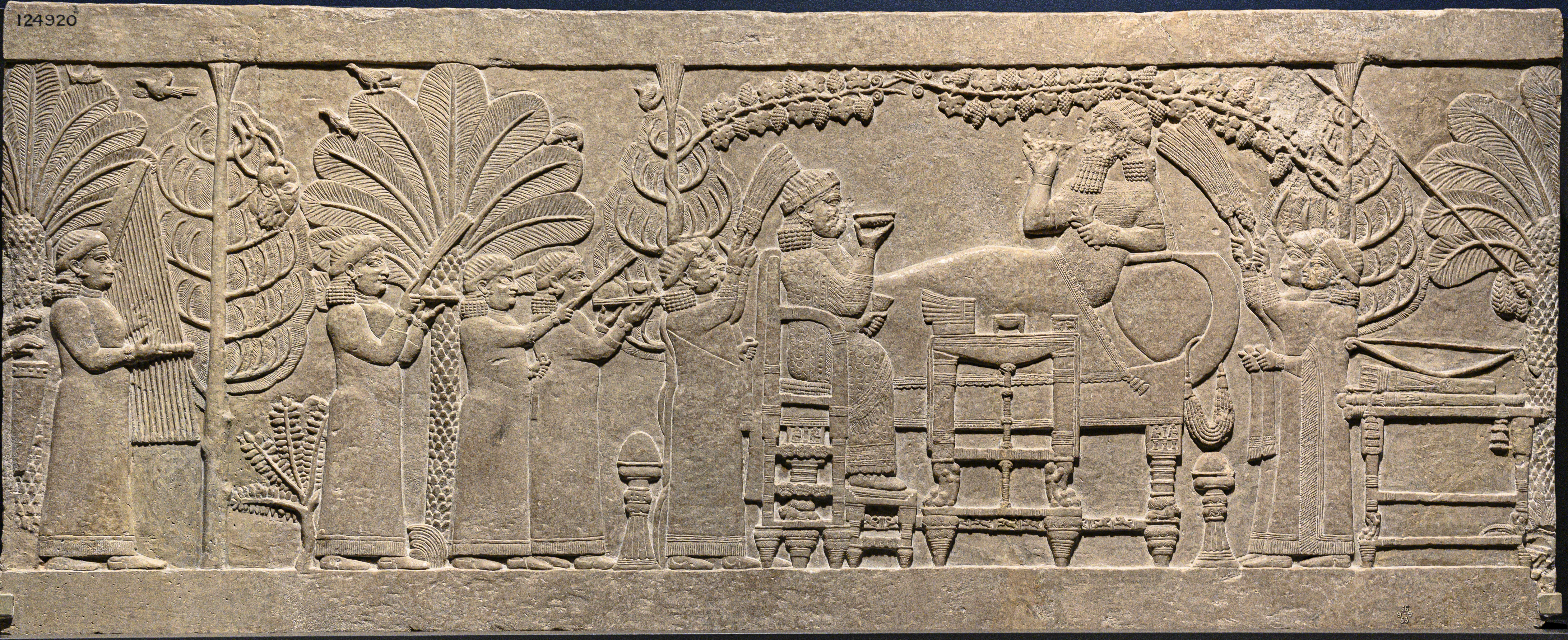
O relevo "Festa do Jardim" de Assurbanípal, representando o casal real jantando no centro

Começando sob reformas iniciadas por Sargão II (r. 722–705 a.C.), as rainhas da dinastia sargônida dos reis assírios tiveram suas próprias unidades militares juramentadas diretamente a elas. Entre os militares de Libali-Sarrate estava o cocheiro Marduquesarrusur, que se destacou na guerra civil de 652–648 a.C. contra o irmão de Assurbanípal, Samassumuquim.
Libali-Sarrate é famosamente retratada junto com Assurbanípal no relevo "Festa do Jardim" de Assurbanípal, onde os dois são retratados jantando, cercados por servas de Libali-Sarrate, com Libali-Sarrate sentada em frente ao marido em uma cadeira de espaldar alto. Enquanto isso, Assurbanípal é retratado reclinado em um sofá. O casal real está no relevo levantando suas taças em comemoração à vitória de Assurbanípal em 653 a.C. sobre Elão, com a cabeça do rei elamita Teumã pendurada em uma das árvores. O alto status de Libali-Sarrate como consorte é ilustrado no relevo pelo quão perto ela está do rei, bem como por suas joias e vestido. Assurbanípal é mostrado como tendo maior poder ainda, pois ele é retratado um pouco maior e mais alto na imagem. Um detalhe marcante com o relevo "Garden Party", no entanto, é que enquanto Assurbanípal não usa sua coroa, Libali-Sarrate usa. O fato de ela estar sentada enquanto Assurbanípal está reclinado também é significativo, já que sentar em um trono era um privilégio divino e real. Isso significa que toda a cena é realmente organizada em torno de Libali-Sarrate, em vez de Assurbanípal. O relevo é a única imagem sobrevivente conhecida da antiga Assíria que descreve um indivíduo que não o rei, não apenas mantendo a corte, mas também hospedando o rei.
Além do relevo "Festa do Jardim", outra representação contemporânea de Libali-Sarrate, em uma estela, é conhecida. Este retrato mostra a rainha em uma pose formal fazendo algum tipo de gesto ritualístico com uma planta. Nobres assírias, incluindo rainhas, regularmente faziam doações para templos e dedicatórias aos deuses como forma de angariar favor e apoio divinos. Uma dessas dedicatórias escritas por Libali-Sarrate é conhecida, que diz:
| “ | Para a deusa [...], grande [Senhora], sua Senhora. [Libali-Sarrate, consorte de Assurb]anípal, rei do mundo, rei da Assíria, ela o fez [...] de ouro vermelho [para a vida e saúde de] Assurbanípal, seu amado, (para) sua duração de dias, a longevidade de seu trono e para si mesma, por sua vida, sua duração de dias e o bem-estar de sua dinastia. Que (a deusa) faça com que suas palavras sejam agradáveis ao rei, seu marido, e que ela (a deusa) os faça envelhecer juntos. (Assim) ela fez (isto) ficar e doou (isto). | ” |

Libali-Sarrate foi presumivelmente a mãe dos sucessores imediatos de Assurbanípal, Assuretililani (r. 631–627 a.C.) e Sinsariscum (r. 627–612 a.C.), dado que os filhos nascidos das esposas de baixo escalão de Assurbanípal, como um filho com o nome de Ninurtasarrusur, parecem não ter desempenhado nenhum papel político. Libali-Sarrate pode ter vivido por algum tempo após a morte de Assurbanípal em 631 a.C., pois há uma tabuleta que data do reinado de Assuretililani referenciando a "mãe do rei".